# 阿蒂娜·约翰斯顿
阿蒂娜·约翰斯顿（英語：Atina Johnston，1971年10月12日—），加拿大女子冰壶运动员。她曾代表加拿大获得1998年冬季奥运会女子冰壶比赛金牌。她也获得过1997年世界女子冰壶锦标赛冠军。